# Supot Jodjam
Supot Jodjam (thailändisch สุพจน์ จดจำ, * 2. März 1990 in Kanchanaburi) ist ein thailändischer Fußballspieler.

## Karriere

### Verein
Supot Jodjam erlernte das Fußballspielen in der Schulmannschaft der Srikranuan School sowie der Jugendmannschaft des Erstligisten Bangkok Glass in Bangkok. Hier unterschrieb er auch seinen ersten Profivertrag. 2011 wurde er für eine Saison an den Ligakonkurrenten Khon Kaen FC nach Khon Kaen ausgeliehen. Am Ende der Spielzeit musste Khon Kaen, nachdem sie den letzten Tabellenplatz belegten, in die Zweite Liga absteigen. Auch Supot Jodjam, der von Khon Kaen fest verpflichtet wurde, trat den Weg in die Zweitklassigkeit an. Bis 2014 spielte er 51 Mal in der zweiten Liga. Am Ende der Saison 2014 wurde Khon Kaen 17. der Zweiten Liga und musste somit den Weg in die Drittklassigkeit antreten. Supot Jodjam verließ den Club und unterschrieb einen Vertrag beim Erstligisten Nakhon Ratchasima FC in Korat. Die Hinserie 2015 lief er für Nakhon Ratchasima auf. BBCU FC, ein Zweitligist aus Bangkok, lieh ihn für die Rückserie aus. 2016 ging er nach Krabi und unterschrieb einen Dreijahresvertrag beim Zweitligisten Krabi FC. Die Rückrunde der Saison 2016 wurde er an den Drittligisten Surat Thani FC ausgeliehen. Mit Surat Thani wurde er Meister der Regional League Division 2 – Southern Region. 2018 verließ er Krabi und schloss sich dem Erstligisten PT Prachuap FC an. Bei PT stand er bis Mitte 2020 unter Vertrag. Hier absolvierte er 18 Erstligaspiele und schoss dabei zwei Tore. Mitte 2020 wechselte er zum Zweitligisten Nongbua Pitchaya FC. Für den Klub aus Nong Bua Lamphu stand er bis Ende Dezember 2020 viermal in der zweiten Liga auf dem Spielfeld. Am 22. Dezember 2020 verpflichtete ihn der Bangkoker Erstligist Police Tero FC. Für Police Tero absolvierte er zehn Erstligaspiele. Im Juni 2021 unterschrieb er einen Vertrag beim ebenfalls in Bangkok beheimateten Zweitligisten Kasetsart FC. In der Hinrunde 2021/22 stand er 14-mal für den Hauptstadtverein in der zweiten Liga auf dem Spielfeld. Zur Rückrunde wechselte er Anfang Januar 2022 zum ebenfalls in der zweiten Liga spielenden Muangkan United FC. Für den Klub aus Kanchanaburi stand er zwölfmal in der zweiten Liga auf dem Rasen. Zu Beginn der Saison wurde Muangkan die Lizenz für die zweite Liga verweigert. Im Juli 2022 unterschrieb er einen Vertrag beim Zweitligisten Udon Thani FC. Für den Verein aus Udon Thani bestritt er drei Zweitligaspiele. Nach der Hinrunde 2022/23 wurde sein Vertrag aufgelöst. Nach der Auflösung des Vertrags unterschrieb er einen Vertrag beim Drittligisten Chanthaburi FC. Mit dem Klub aus Chanthaburi spielet er 13-mal in der Eastern Region der Liga. Am Ende der Saison feierte er mit Chanthaburi die Vizemeisterschaft und den Aufstieg in die zweite Liga. Nach der Saison wurde sein Vertrag aufgelöst.

### Nationalmannschaft
Seit 2017 spielte Supot Jodjam einmal für thailändische Nationalmannschaft. Er kam am 15. Oktober 2017 in einem Freundschaftsspiel gegen Myanmar zum Einsatz.

## Erfolge
Surat Thani FC
Regional League Division 2 – South: 2016
PT Prachuap FC
Thailändischer Ligapokalsieger: 2019